# ゲンナジー・パルシン
ゲンナジー・ヴァシリエヴィチ・パルシン（ロシア語: Геннадий Васильевич Паршин、ロシア語ラテン翻字: Gennadiy Vasiliyevich Parshine、1939年5月29日 - ）は、ソビエト連邦・マハチカラ出身のバレーボール指導者。元ソビエト連邦男子代表監督。FIVB公認インストラクター（レベル3）。ソ連・カザフスタン・ラトビア功労監督。

## 来歴
若年時代はアルマトイで過ごす。1961年アルマトイスポーツアカデミー卒業。
1969年から1992年までリガの強豪・ラジオテクニカ・リガ男子監督として活躍。ヨーロッパ・ウィナーズカップ連覇を含む優勝3回（1973/74・1974/75・1976/77）、ソ連トップリーグ（現ロシアスーパーリーグ）で1983/84シーズン優勝および準優勝6回、スパルタキアード（ソ連における国体）優勝1回と数々の栄冠に輝く。
それと並行してソ連代表スタッフとして働く。1978年からジュニア代表監督に就任、81年にはコロラドスプリングスで開かれた世界ジュニア大会で優勝。1986年からA代表監督に就任、1986年世界選手権準優勝、1987年欧州選手権優勝、1988年ソウル五輪銀メダル、と数々の勝利に導く。また、在任中にはシンガポールで行われた世界バレーボールフェスタで、世界オールスターチーム監督も経験した。
ソビエト連邦の崩壊後の1992年からトルコ・イスタンブールのネタシュ・イスタンブール（NETAŞ İstanbul）男子監督に就任。トルコリーグトルコリーグで1995/96シーズン準優勝、翌1996/97シーズンはCEVカップCEVカップ準優勝、リーグ優勝とカップ戦優勝の国内2冠。また、同年にはトルコ男子代表監督として、欧州予選を勝ちぬき1998年世界選手権出場権を獲得。同年には全トルコ年間最高外国籍監督賞を受賞する。
1999年オレーク・アントロポフと共に来日、Vリーグ・JTサンダーズ監督に就任。在任中、2001年・2004年と2度全日本選手権優勝するものの、リーグでは2位が3度と優勝には届かなかった。2006年に勇退、後任はアントロポフが務めた。
その後はトルコ男子代表コーディネーター、カザフスタン男子代表監督などを歴任した。

## 所属チーム
- ラジオテクニカ・リガ（ロシア語版）（1969-1992年）
- ソビエト連邦男子代表（1978-1989年）
- ネタシュ・イスタンブール（1992-1999年）
- トルコ男子代表
- JTサンダーズ（1999-2006年）
- トルコ男子代表（2006–2008年）
- カザフスタン男子代表（2008-2014年）
- アルマトイ（2008-2014年）

## エピソード
Vリーグ初の出場停止処分
2005年1月16日Vリーグ対サントリー・サンバーズ戦において、判定に反感を持ったパルシンは副審の背中を小突いた。これに対しVリーグ機構は同月20日、パルシンに対しVリーグ史上初となる2試合の出場停止処分を下した。
本来の規定であれば、試合中の暴力行為であるためその場で失格し退場処分だが、当試合の審判は口頭の注意のみだったため、のちの処分となった。また正しいルール適用が行われなかったとして、主審および副審、ジュリーの3人も処分された。